# Mátyás király kálváriája
Mátyás király kálváriája vagy a Corvin-kálvária az esztergomi Főszékesegyházi Kincstár legértékesebb darabja, egy talpas, arany kereszt. Magyarország legnagyobb ékszerkincse.
Tiszta aranyból készült, és több mint száz keleti gyönggyel, drágakövekkel, szobrászzománccal díszítették. Magassága 72,5 cm, súlya 5411 gramm. Két részből áll, melyeket eltérő stílusban, különböző időben készítettek. A felső része a korábbi. Ez egy francia ötvös munkája. 1402-ben Merész Fülöp burgundi fejedelem kapta újévi ajándékba feleségétől, Flandriai Margittól. Három tartópilléren áll a fülke, melyben Jézus alakja áll, a szégyenoszlophoz kötve. A pillérek fülkéiben próféták állnak. Maga a fülke a Golgota hegyét ábrázolja.
A kálvária eredeti talapzatát nem ismerjük. Mai talapzatát Mátyás király készíttette Antonio Pollaiulo firenzei szobrászötvössel 1480 körül. Maga a talapzat egy vázát formál, amit három szfinx fog közre. Ezek egy hármas talpon állnak. A szfinxek Mátyás címerét tartják kezükben. A váza feletti medalionokban három apostol képe látható. Ezek felett delfinek alakja bontakozik ki; illetve a Nap, a Hold és Merkúr diadalszekéren. A talapzat valószínűleg Milánóban vagy Budán készült. A kereszt Mátyás kincstárából Bakócz Tamáshoz, tőle pedig az esztergomi kincstárhoz került.
A két része kiválóan ötvözi a gótikát a reneszánsszal.

## Külső hivatkozások
- Kép – Mátyás király kálváriája
- Cikk a Vendégvárón